# Andrés Junquera
Andrés Avelino Zapico Junquera (ur. 23 kwietnia 1946 w Langreo, zm. 6 maja 2019 w Riaño) – hiszpański piłkarz występujący na pozycji bramkarza.

## Kariera piłkarska

### Początki kariery
Karierę sportową rozpoczął w Navie, gdzie grał w młodzieżowej drużynie Cruz Blanca Felguerina. W 1963 związał się z drugoligowym klubem UP Langreo, gdzie rozpoczął seniorską karierę. W sezonie 1963/1964 był rezerwowym bramkarzem. Zadebiutował 6 grudnia 1964, w wyjazdowym, przegranym 2:3 meczu z CE L’Hospitalet. Jego gra wzbudziła zainteresowanie Realu Madryt, który podpisał z nim kontrakt w 1966 roku. Opuścił swoje rodzinne Langreo i przeniósł się do Madrytu.

### Real Madryt
W Primera División zadebiutował 10 września 1967, w wyjazdowym, wygranym 0:2 meczu z Sevillą FC. W swoim drugim sezonie 1967/1968 przejął rolę pierwszego bramkarza od Antonia Betancorta i zdobył Trofeum Zamory jako najlepszy bramkarz, tracąc dziewiętnaście bramek w dwudziestu dwóch meczach, co dało średnią 0,86 straconej bramki na mecz.
Podczas swojego pobytu w madryckim klubie Junquera pięciokrotnie zdobył mistrzostwo kraju oraz trzykrotnie Puchar Generalissimusa. Rozegrał również siedem spotkań w Pucharze Europy Mistrzów Krajowych i w roku 1971 dwa mecze w Pucharze Zdobywców Pucharów.

### Real Saragossa
Po dziewięciu latach spędzonych w Realu Madryt, w 1975 roku podpisał kontrakt z Realem Saragossa. Z klubem z Aragonii przeżył erę tzw. „Zaraguayos” – w sezonie 1976/1977 spadł z klubem na drugi poziom rozgrywek, ale już w następnym sezonie wywalczył awans. Nie zdołał jednak długo nacieszyć się grą po awansie, bo w 1978 r., w wieku 32 lat, musiał zakończyć zawodową karierę ze względu na kontuzję łąkotki.

## Późniejsze życie i śmierć
Po przejściu na sportową emeryturę Junquera prowadził hotel w miejscowości Sama.
Zmarł 6 maja 2019, we wczesnych godzinach rannych, na zawał serca w szpitalu Valle del Nalón w Riaño.

## Sukcesy

### Klubowe
Real Madryt
- Mistrzostwo Hiszpanii: 1966/1967, 1967/1968, 1968/1969, 1971/1972, 1974/1975
- Zdobywca Pucharu Generalissimusa: 1969/1970, 1973/1974, 1974/1975
- Finalista Pucharu Zdobywców Pucharów: 1971

### Indywidualne
- Zdobywca Trofeum Zamory: 1967/1968